# 皿果草属
皿果草属（学名：Omphalotrigonotis）是紫草科下的一个属，为草本植物。该属仅有皿果草（Omphalotrigonotis cupulifera）一种，分布于中国广西北部、湖南、江西、浙江。

## 下属物种
本属包括以下物种：
- 皿果草 Omphalotrigonotis cupulifera (I.M.Johnst.) W.T.Wang
- 泰顺皿果草 Omphalotrigonotis taishunensis Shao Z. Yang，Ｗ.Ｗ.Pan et J. P. Zhong[3]
- Omphalotrigonotis vaginata Y.Y.Fang